# Mullaghanattin
Mullaghanattin är ett berg i republiken Irland.   Det ligger i grevskapet Ciarraí och provinsen Munster, i den sydvästra delen av landet, 290 km sydväst om huvudstaden Dublin. Toppen på Mullaghanattin är 574 meter över havet.
Terrängen runt Mullaghanattin är huvudsakligen kuperad.Runt Mullaghanattin är det glesbefolkat, med 10 invånare per kvadratkilometer. Närmaste större samhälle är Kenmare, 18,1 km öster om Mullaghanattin. Trakten runt Mullaghanattin består i huvudsak av gräsmarker.